# SD Leioa
Az SD Leioa, teljes nevén Sociedad Deportiva Leioa, baszkul Leioa Kirol Elkartea spanyolországi, baszkföldi labdarúgócsapatot 1925-ben alapították, 2017/18-ban a harmadosztályban szerepel.

## Statisztika
| Szezon      | Osztály    | Poz. | Copa del Rey |
| ----------- | ---------- | ---- | ------------ |
| 1929-30-tól | Regionális | —    |              |
| 2007-08-ig  | Regionális | 1.   |              |
| 2008/09     | 3ª         | 11.  |              |
| 2009/10     | 3ª         | 16.  |              |
| 2010/11     | 3ª         | —    |              |

## Ismertebb játékosok
- Chupe